# Tramway de Dalian
Le tramway de Dalian est le réseau de tramways de la ville de Dalian, en Chine.
Le réseau de cette ville à la particularité d'être piloté uniquement par des femmes, de la même façon que la police montée de la ville.

## Historique
La première ligne de tramway de Dalian a été ouverte en 1909.

## Réseau actuel

### Aperçu général

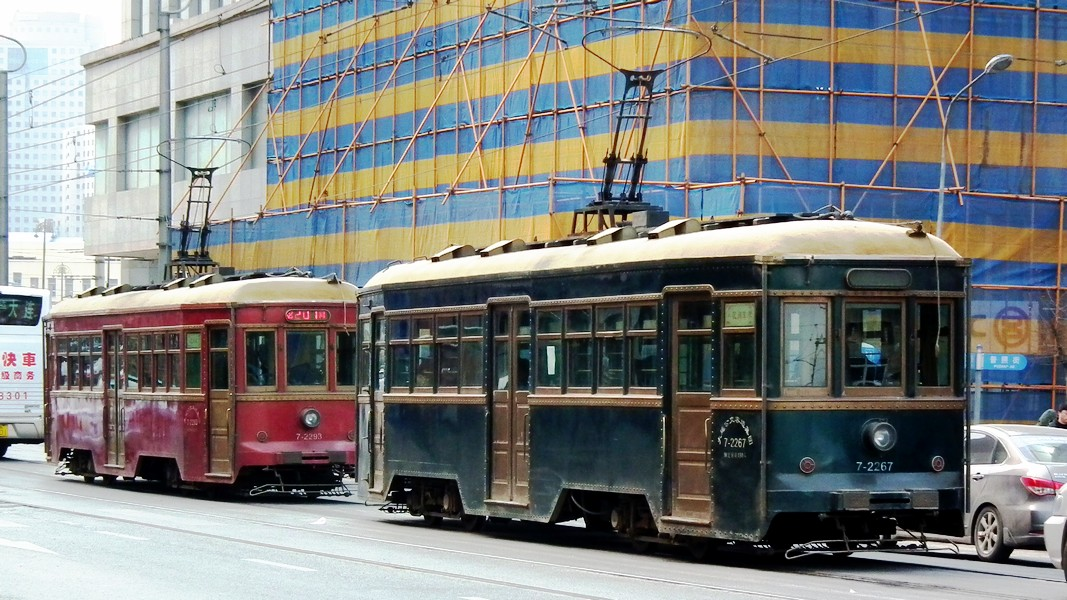
Voitures de la ligne 201, conservant le style de l'époque de sa création en 1909.

Le réseau se compose actuellement de deux lignes. Contrairement aux autres villes asiatiques, les lignes de tram de Dalian sont numérotées suivant le préfixe « 20 ». Les trams circulent dans le centre-ville et le Sud-Ouest de la ville.
- 201 – Haizhiyun Park – Xinggong Street (via Dalian Railway Station, à la suite de la fusion des anciennes lignes 201 et 203). Longueur : 10,8 km.
- 202 – Xinggong Street – Xiaopingdao Qian. Longueur : 12,6 km.

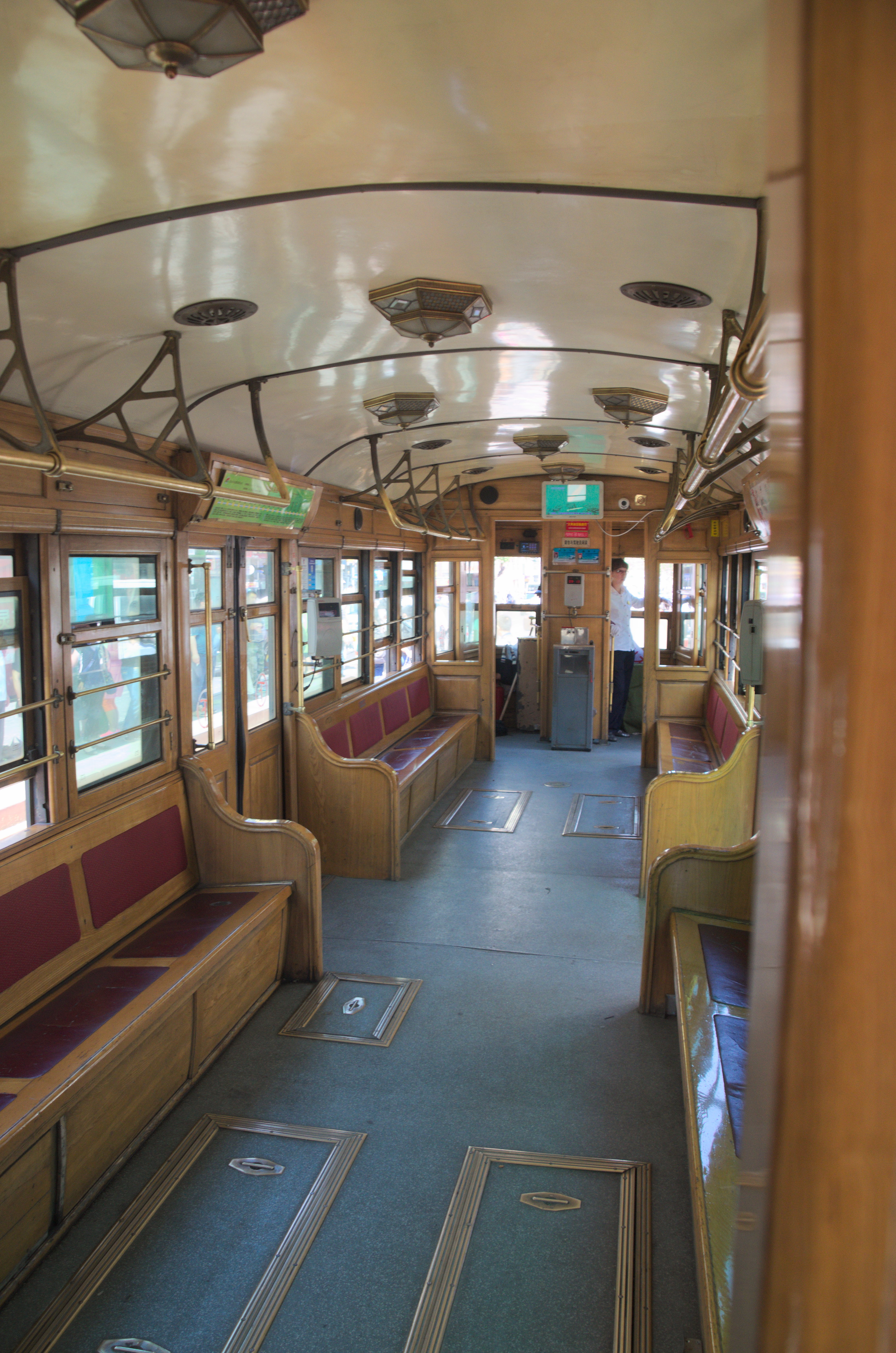
À l'intérieur de la ligne 201